# Erannis approximata
Erannis approximata är en fjärilsart som beskrevs av Barend J. Lempke 1970. Erannis approximata ingår i släktet Erannis och familjen mätare. Inga underarter finns listade i Catalogue of Life.